# Charlotte Le Noir de La Thorillière
Charlotte Le Noir, fille de La Thorillière, dite Mademoiselle Baron, est une actrice française née le 16 avril 1661 et morte le 24 novembre 1730.

## Biographie
Fille de La Thorillière, elle débute dans la troupe de Molière en 1673 ; la même année, elle épouse l'acteur Michel Baron.
Sociétaire de la Comédie-Française en 1680, elle est retraitée en 1729.